# Aeroporto internazionale di Zaporižžja
L'Aeroporto Internazionale di Zaporižžja (in ucraino Міжнародний аеропорт "Запоріжжя"?; in russo Международный аэропорт "Запорожье"?) (IATA: OZH, ICAO: UKDE) è lo scalo aeroportuale della città di Zaporižžja che serve il capoluogo e l'area dell'omonima oblast in Ucraina.
Nell'aeroporto ha sede l'azienda di motori aeronautici Motor Sich.
A maggio 2020 l'aeroporto è stato ampliato con un nuovo terminal, avente una capacità di 400 passeggeri. Il 24 febbraio 2022 l'Ucraina ha chiuso lo spazio aereo ai voli civili a causa dell'invasione russa dell'Ucraina.

## Statistiche
Questo grafico non è disponibile a causa di un problema tecnico.
Si prega di non rimuoverlo.
Vedi la query Wikidata di origine.